# Bahnhof Torino Porta Susa

Der Bahnhof Torino Porta Susa ist ein Fern- und Regionalbahnhof in der italienischen Stadt Turin und ist vor Porta Nuova der wichtigste Bahnhof der Stadt. Der Bahnhof ist im Besitz der FS-Infrastrukturtochter Rete Ferroviaria Italiana und wird außer von Trenitalia-Zügen auch von der privaten Bahngesellschaften Arenaways und Nuovo Trasporto Viaggiatori bedient.

## Geschichte
Erster Bahnhof
Der oberirdische Bahnhof wurde 1848 eröffnet, aufgrund der starken Entwicklung Turins nach Westen. Er lag noch vor dem Porta Nuova-Bahnhof an den Strecken nach Mailand und wurde seit je her auch von Fernverkehrszügen befahren. 2006 wurde unter dem Bahnhof eine Station der U-Bahn Turin erbaut, welche jedoch erst im September 2011 in Betrieb ging. Der oberirdische Bahnhof wurde 2009 geschlossen.
Zweiter Bahnhof (Porta Susa AV)
Die ersten zwei Gleise des Tunnelbahnhofs wurden bereits 2008 eröffnet, nachdem der oberirdische Teil geschlossen wurde, nahmen zwei weitere Gleise der Torino Porta Susa sotterranea genannten Station den Betrieb auf. Grund für den Umbau war die Verlegung der Strecke innerhalb der Innenstadt in den Untergrund. Die letzten zwei Gleise gingen Anfang 2013 in Betrieb und Porta Susa löste den Bahnhof Porta Nuova als Turiner Hauptbahnhof ab, da hier (vor allem im Verkehr von/nach Paris bzw. Genua) keine Richtungswechsel nötig sind. Den neuen Tunnelbahnhof überdacht eine 300 Meter lange Stahl- und Glaskonstruktion, deren Entwurf vom französischen Architekturbüro Arep stammt. Das 55 Millionen Euro teure Projekt wurde vollumfänglich von der FS-Infrastrukturgesellschaft Rete Ferroviaria Italiana getragen.

## Verkehr
Der Bahnhof wird von allen Fernverkehrszügen bedient, deren Streckenverlauf über Porta Susa führt. Dies sind neben Le-Frecce-Zügen von Trenitalia nach Mailand (Frecciarossa darüber hinaus nach Bologna, Roma, Neapel und Salerno, Frecciabianca nach Verona, Venedig, Udine und Trieste) auch die TGV zwischen Milano Porta Garibaldi und Paris Gare de Lyon sowie Züge der privaten Eisenbahngesellschaft Nuovo Trasporto Viaggiatori mit ihrem Hochgeschwindigkeitsverkehr nach Mailand, Bologna, Florenz, Rom, Neapel und Salerno. Auch die meisten Regionalzüge, welche von und nach bzw. durch Turin fahren, halten an dieser Station. Das sind die Linien nach Asti, Rivarolo, Fossano, Chieri und Bra.

## Anbindung
| Linie | Verlauf |
| ----- | --- |
| SFM 1 | Rivarolo – Feletto – Bosconero – San Benigno – Volpiano – Settimo – Torino Stura – Torino Rebaudengo Fossata – Torino Porta Susa – Torino Lingotto – Moncalieri – Trofarello – Chieri                                                                     |
| SFM 2 | Chivasso – Brandizzo – Settimo – Torino Stura – Torino Rebaudengo Fossata – Torino Porta Susa – Torino Lingotto – Moncalieri Sangone – Nichelino – Candiolo – None – Airasca – Piscina di Pinerolo – Pinerolo Olimpica – Pinerolo                         |
| SFM 4 | Torino Stura – Torino Rebaudengo Fossata – Torino Porta Susa – Torino Lingotto – Moncalieri – Trofarello – Villastellone – Carmagnola – Sommariva Bosco – Sanfrè – Bandito – Bra – Pocapaglia – Santa Vittoria – Monticello d’Alba – Mussotto – Alba      |
| SFM 6 | Torino Stura – Torino Rebaudengo Fossata – Torino Porta Susa – Torino Lingotto – Moncalieri – Trofarello – Cambiano-Santena – Pessione – Villanova d’Asti – San Paolo Solbrito – Villafranca-Cantarana – Baldichieri-Tigliole – San Damiano d’Asti – Asti |
| SFM 7 | Torino Stura – Torino Rebaudengo Fossata – Torino Porta Susa – Torino Lingotto – Moncalieri – Trofarello – Villastellone – Carmagnola – Racconigi – Cavallermaggiore – Savigliano – Fossano                                                               |